# 베네쇼프

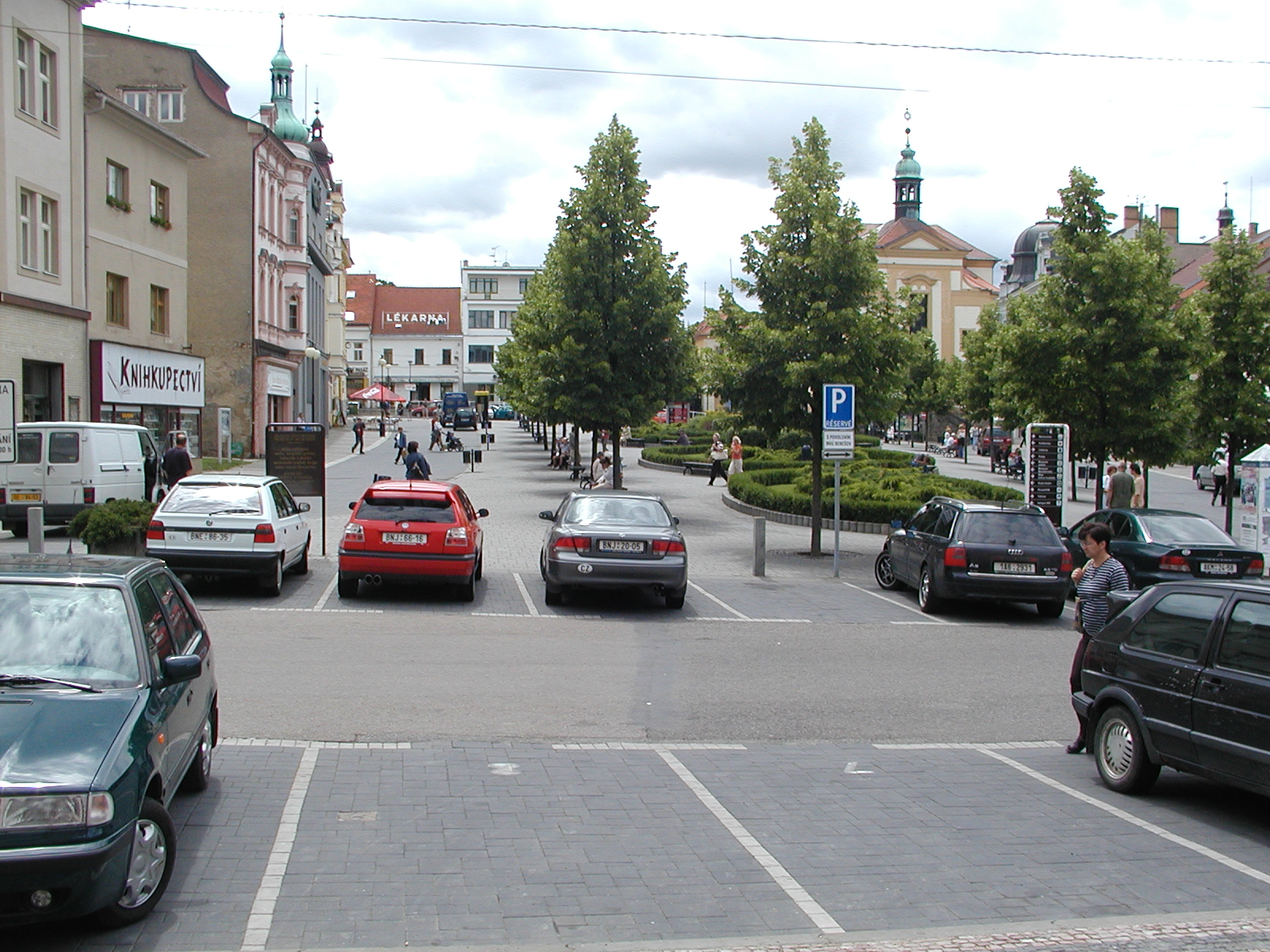
마사리크 광장

베네쇼프(체코어: Benešov, 독일어: Beneschau 베네샤우[*])는 체코 중앙보헤미아 주에 위치한 도시로, 면적은 46.87km2, 높이는 360m, 인구는 16,208명(2005년 기준), 인구 밀도는 346명/km2이다. 프라하에서 남동쪽으로 40km 정도 떨어진 곳에 위치한다.
인근에 코노피슈테(Konopiště) 요새가 있으며 1050년 프셰미실 왕조 때부터 마을이 형성되었다.

시기
시 문장

## 인구
| 연도           | 인구   | ±%     |
| -------------- | ------ | ------ |
| 1869           | 5,345  | —      |
| 1880           | 6,240  | +16.7% |
| 1890           | 7,413  | +18.8% |
| 1900           | 8,450  | +14.0% |
| 1910           | 8,857  | +4.8%  |
| 1921           | 9,304  | +5.0%  |
| 1930           | 9,820  | +5.5%  |
| 1950           | 10,387 | +5.8%  |
| 1961           | 9,774  | −5.9%  |
| 1970           | 10,769 | +10.2% |
| 1980           | 14,258 | +32.4% |
| 1991           | 15,892 | +11.5% |
| 2001           | 16,323 | +2.7%  |
| 2011           | 16,264 | −0.4%  |
| 2021           | 16,369 | +0.6%  |
| 출처: Censuses |        |        |